# Trainau
Trainau ist ein Ortsteil von Redwitz an der Rodach im oberfränkischen Landkreis Lichtenfels.

## Geografie
Das Dorf liegt etwa 12 Kilometer nordöstlich von Lichtenfels an den Grenzen zu den Landkreisen Kronach und Coburg im Steinachtal. Durch Trainau führt als Hauptstraße (Redwitzer Straße) die Staatsstraße 2208 von Mitwitz nach Redwitz an der Rodach; von dieser zweigt in der Mitte des Dorfes eine Gemeindeverbindungsstraße nach Unterlangenstadt ab. Trainau grenzt im Norden an Mannsgereuth, im Süden an Redwitz an der Rodach und im Südosten an Unterlangenstadt und damit an drei andere Teilorte der Gemeinde Redwitz an der Rodach, außerdem an die Gemeinde Marktgraitz im Westen und an Oberlangenstadt (Gemeinde Küps) im Osten.
Naturräumlich gehört das Gebiet des Dorfes zum westlichen Rand des Obermainischen Hügellandes (auch als Obermainisches Bruchschollenland bezeichnet), das sich zwischen der sich südlich erhebenden Fränkischen Alb und dem sich nördlich anschließenden Frankenwald erstreckt. Über der ausgedehnten, von eiszeitlichen und holozänen Sedimenten ausgefüllten Aue im Steinach- und Rodachtal liegt die Siedlung auf Gesteinspaketen des Unteren und Mittleren Keupers, die zwischen eher tonig und eher sandig wechseln. Die Höhe des östlich gelegenen Kümmelbergs (398 m ü. NHN) bilden jüngere Gesteine des Rhät und des Lias.
Der Dorfgrundriss ist im Wesentlichen der eines Straßenangerdorfs. Um die geweitete Hauptstraße (Redwitzer Straße) – im Wesentlichen in dem Bereich, wo diese in west-östlicher Richtung verläuft – gruppieren sich die alten landwirtschaftlichen Gehöfte, d. h. die Bauernstellen, die häufig aus mehreren Einzelgebäuden bestehen (d. h. Wohnhaus und Stall bzw. Scheune getrennt). Sie liegen zumeist giebelständig und mit den Wohnbereichen zur Straße, langgestreckte Bauten ziehen sich zum Teil weit in die Grundstücke hinein. Am westlichen Ende des Angers biegt die Hauptstraße rechtwinklig nach Süden in Richtung Redwitz ab, am Ostende ebenso rechtwinklig nach Norden in Richtung Mannsgereuth.
Ursprünglich lief längs des Angers von Ost nach West ein Dorfbach, der einem Quelltopf an der Biegung der Straße nach Mannsgereut entsprang. Auf einem Lageplan aus dem Jahr 1958 ist er noch eingezeichnet; im Plan von 2003 ist er nicht mehr enthalten.
Die Erweiterung des Dorfes durch Neubaugebiete erfolgte im Süden (Bergstraße) und im Osten, hangaufwärts („Siedlung“ mit den Anliegerstraßen Siedlungsstraße, Am Peunt und Peuntäcker). Die Siedlung enthält neben den Einfamilienhäusern auch einen Gewerbebetrieb. Im Anschluss an die Siedlung wurde 2021 im Nordosten des Dorfes ein weiteres Neubaugebiet („Steinachblick“) mit 25 Parzellen – im Wesentlichen für Einfamilienhäuser – erschlossen.

## Geschichte
Die erste urkundliche Erwähnung stammt aus dem Jahr 1288, als Gundeloh Marschall von Kunstadt den Zehnten zu „Trandenhove“ dem Kloster Sonnefeld schenkte. Er wurde 1689 an Hans Veit von Würtzburg zu Mitwitz verkauft.
Im Heiligen Römischen Reich gehörte Trainau zum Herrschaftsbereich des Hochstifts bzw. Bistums Bamberg bzw. zu den dem Bistum untergeordneten ritterschaftlichen Territorien der Adelsgeschlechter von Redwitz und Würtzburg.
Im Jahr 1801 bestand Trainau aus einer Gemeindeschmiede, einem Gemeindehirtenhaus, elf Lehen des Hochstifts Bamberg und vier Lehen der Herren von Würtzburg zu Mitwitz. Der Ort war bis auf die Vogteilichkeit bei den würtzburgischen Lehen allen hohen und niederen Gerichtsbarkeiten des Hochstifts, vertreten durch das Amt Burgkunstadt, unterworfen.
1818 gehörte Trainau zum Obermainkreis. 1840 hatte der Ort, der 1843 zur Gemeinde erhoben wurde, 126 Einwohner. 1862 folgte die Eingliederung des Dorfes in das neu geschaffene bayerische Bezirksamt Lichtenfels. 1875 zählte Trainau 141 Einwohner, davon 93 Katholiken und 38 Protestanten, sowie 23 Wohngebäude. 1900 umfasste die Landgemeinde Trainau eine Fläche von 202,78 Hektar, 146 Einwohner, von denen 101 katholisch und 45 protestantisch waren, sowie 25 Wohngebäude. Die katholische Schule und die katholische Pfarrei waren im 2,0 Kilometer entfernten Graitz. Die protestantische Schule befand sich 3,0 Kilometer entfernt in Beikheim und die protestantische Pfarrei im 5,0 Kilometer entfernten Schmölz. Beide Orte gehörten zum Amt Kronach. 1925 lebten in dem Dorf 145 Personen, davon 110 Katholiken und 35 Protestanten, in 25 Wohngebäuden. 1950 hatte der Ort 196 Einwohner und 26 Wohngebäude.
Im Jahr 1970 zählte Trainau 206 Einwohner und 1987 228 Einwohner sowie 57 Wohngebäude mit 79 Wohnungen. Am 1. Juli 1972 wurde Trainau in die Gemeinde Redwitz an der Rodach eingegliedert.
Der landwirtschaftlich geprägte Ort hat sich zu einer Wohnsiedlung mit einigen kleinen Gewerbebetrieben entwickelt. Im Jahr 2014 gab es 62 Wohnhäuser und 259 Einwohner. Die Flurbereinigung und Dorferneuerung fand in Trainau zwischen 1977 und 1996 statt.

## Funktionen
Trainau ist heute ganz überwiegend Wohnort, von dem aus sich die Einwohner zum Arbeiten, zur Schule, zur Ausbildung, zum Einkaufen etc. in andere Orte begeben müssen. Im Zuge der Konzentration von Dienstleistungseinrichtungen auf zentrale Orte hat das Dorf in den vergangenen Jahrzehnten fast alle derartigen Einrichtungen, die es einmal besaß, verloren.

## Sehenswürdigkeiten

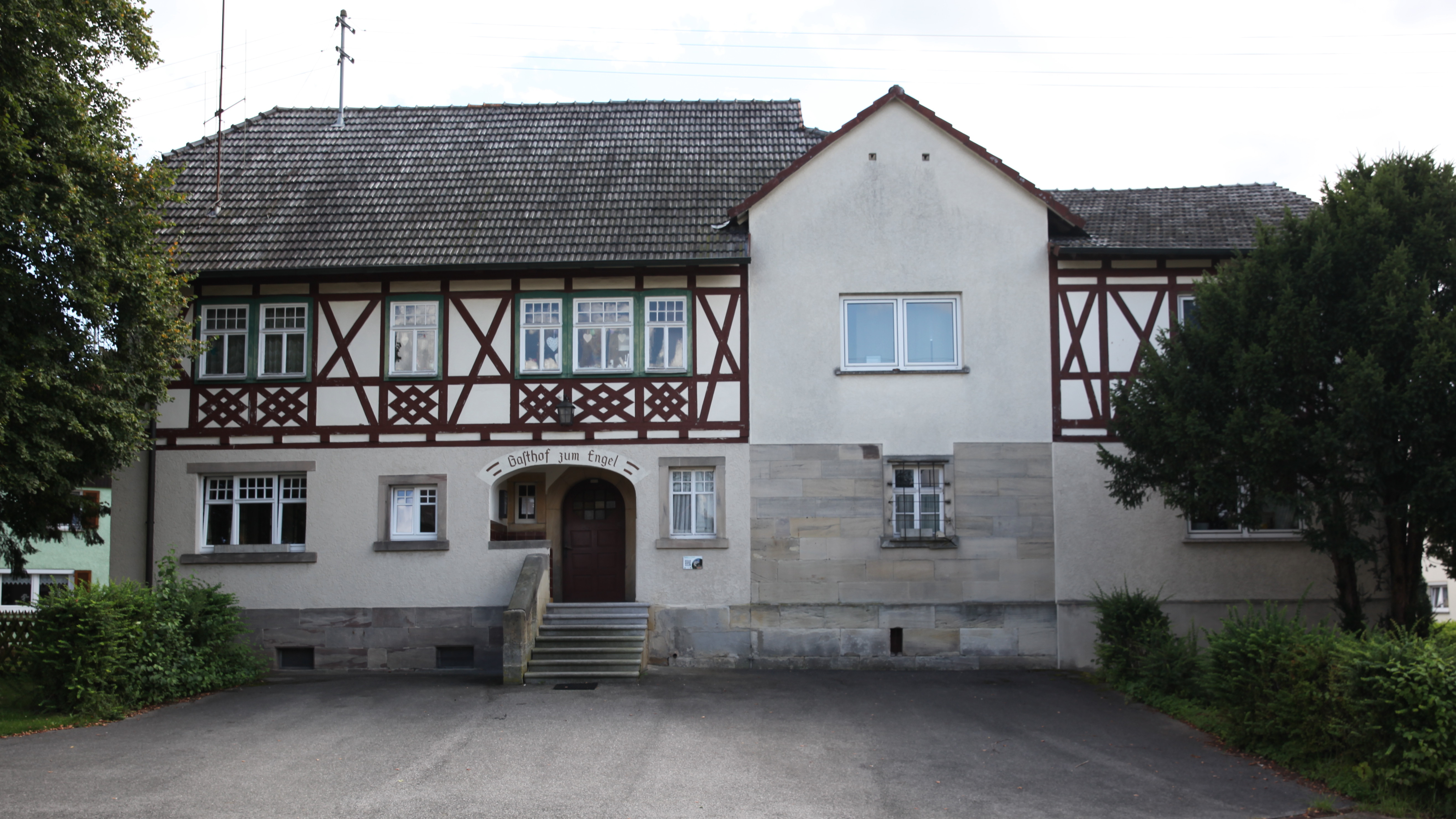
Gasthof Zum Engel

Einziges als Baudenkmal eingetragenes Bauwerk in der Ortslage ist der Gasthof Zum Engel, Redwitzer Straße 6. Im Jahr 1860 erwarb Nikolaus Zipfel aus Beikheim dieses Anwesen. Der zweigeschossige Halbwalmdachbau im Heimatstil entstand 1910/11 im Rahmen eines Umbaus durch den Redwitzer Zimmermeister Friedrich Amschler. 1980 folgte eine Erneuerung des Saals.